# سيمون ستيل
سيمون ستيل (2 أكتوبر 1969 في المملكة المتحدة - ) (بالإنجليزية: Simon Steel)‏ هو لاعب كريكت بريطاني. لعب مع Suffolk County Cricket Club ‏.

## وصلات خارجية
- سيمون ستيل على موقع إي آس بي آن كريك إنفو (الإنجليزية)